# Bracon parvus
Bracon parvus är en stekelart som beskrevs av Niezabitowski 1910. Bracon parvus ingår i släktet Bracon och familjen bracksteklar. Inga underarter finns listade.